# Blaarmolen
De Blaarmolen is een watermolen op de Jeker in de Belgische gemeente Tongeren-Borgloon. Het is een onderslagmolen. Ze fungeerde als korenmolen, maar de laatste decennia van haar bestaan werd ze ingezet voor het malen van veevoederingrediënten. Onder het ancien régime was het een dwangmolen.
De molen is vernoemd naar het gehucht Blaar dat zich ten oosten van Tongeren bevindt. Het was een dorp dat deel uitmaakte van de Stadsvrijheid Tongeren, maar omstreeks 1800 bij de stad Tongeren werd gevoegd.
De oudste vermelding stamt uit 1235, als molendinum de Blale. In de daarna volgende eeuwen werd de molen herhaaldelijk vermeld.
In 1970 werd de Jeker gekanaliseerd, waarbij de bedding werd verplaatst, zodat de molen niet meer kan werken. De molenvijver bleef behouden. Sindsdien werd elektrisch gemalen. Sedert 1995 is de molen nog slechts als woonhuis in gebruik.
In de huidige staat is de molen een langwerpig gebouw met de smalle zijde naar het water gekeerd. Deze zijde is uit zandsteen opgetrokken. In 1966 werd er een moderne molenaarswoning tegenaan gebouwd. De westelijke gevel dateert uit de 1te eeuw, maar in de 18e en 19e eeuw vonden verbouwingen plaats. Het rad is van ijzer en werd in 1880 aangebracht.

## Eigenaars
De oorspronkelijke eigenaar was de Heer van Hamal, die woonde op het Kasteel van Hamal bij Rutten. Deze was leenplichtig aan het Graafschap Loon. Aangezien het geslacht zich opgesplitst heeft en er een tak te 's Herenelderen woonde, ontstond er een geschil aangaande het bezit van de woning, dat speelde in de tweede helft van de 15e eeuw. Uiteindelijk werd het pleit in het voordeel van de Heer van 's-Herenelderen beslist.
- In 1540 was de molen in bezit van Anna van Hamal vrouwe van 's-Herenelderen en weduwe van Frederik van Renesse. Zij was ook vrouwe van Hern, Schalkhoven en Warfusée.
- In 1544 werden al deze bezittingen, inclusief de molen, overgedragen aan Anna's zoon, Jan van Renesse.
- In 1571 ging de molen over op Jans zoon, Renaat van Renesse.
- In 1777 ging de molen naar Graaf Jean-Lodewijk van Renesse.
- In 1780 ging de molen van heerlijk bezit over naar de molenaar, Jan Hermans, via verkoop en een eeuwigdurende rente. Voordien werd de molen gepacht.
- In 1855 stierf Anna-Gertrudis Hermans en werd de molen verkocht aan de adellijke familie De Becker Remy.
- In 1930 werd de molen weer aan een molenaar, Lambert Jorissen, verkocht. Deze familie bezat ook in 2008 de molen nog.

- Inventaris van het Bouwkundig Erfgoed (Vlaanderen): 37419